# Idegér
Idegér Salgótarján egyik városrésze.

## Történet
Valamikor tanya volt. A bányászat beindulásával fejlődni kezdett. Hamarosan itt is bányászkolóniák épültek ki. Ma már Salgótarján legszegényebb városrésze, lakosainak közel fele roma származású. Egy hosszú völgykatlan déli ágában helyezkedik el. A két katlan között található dombon magasodott a valamikori Baglyos-kővár. A városrész közelében, nem messze északra halad el a 2206-os út, amely Karancsalján át Litkére vezet.